# Diocesi di Basti
La diocesi di Basti (in latino: Dioecesis Basticensis) è una sede soppressa e sede titolare della Chiesa cattolica.

## Storia
Basti (oggi Baza) fu un'antica sede episcopale della provincia romana della Betica.
Si hanno notizie di vescovi a partire dal IV secolo fino all'invasione araba della penisola. Il primo vescovo noto è Eutichiano, che partecipò al concilio di Elvira agli inizi del IV secolo. Gli altri vescovi conosciuti parteciparono ai vari concili di Toledo. Agli inizi dell'VIII secolo la regione fu conquistata dagli Arabi; il vescovado sopravvisse, in quanto sono noti altri vescovi durante l'occupazione.
Nel corso del XIV secolo la sede di Basti/Baza divenne una sede titolare, fino a quando la regione fu riconquistata dai cristiani.
Facendo seguito ad una bolla di papa Innocenzo VIII del 4 agosto 1486, il 21 maggio 1492 il cardinale Pedro González de Mendoza, arcivescovo di Toledo, eresse la diocesi di Guadix con l'unione delle due antiche sedi di Basti e di Acci. La cattedrale fu posta in Guadix, mentre a Baza veniva eretta la collegiata di Nostra Signora dell'Incarnazione, sottoposta ad un abate.
Tuttavia i canonici della collegiata di Baza non accettarono la sottomissione a Guadix. Ne nacque un contenzioso che durò diversi decenni. Una bolla di papa Paolo III del 13 marzo 1546 ed un arbitrato del 1564, portarono alla seguente decisione definitiva: dieci villaggi per un totale di 12 parrocchie furono sottomessi alla collegiata di Nostra Signora dell'Incarnazione; il territorio della collegiata restò sotto la giurisdizione dei vescovi di Guadix, benché suffraganeo degli arcivescovi di Toledo; la diocesi assunse il nome di diocesi di Guadix-Baza, ad indicare due Chiese unite sotto il medesimo vescovo. Nel territorio di Baza v'erano inoltre nove monasteri.
Questa unione perdurò fino al concordato tra Spagna e Santa Sede siglato il 16 marzo 1851, quando, in forza degli articoli 5 e 21 del medesimo accordo, la collegiata di Baza fu ridotta a semplice parrocchia e la diocesi assunse il nome di diocesi di Guadix.
Dal 1969 Basti è annoverata tra le sedi vescovili titolari della Chiesa cattolica; dall'11 marzo 2022 il vescovo titolare è Benedek Szabolcs Fekete, vescovo ausiliare di Szombathely.

## Cronotassi

### Vescovi
- Eutichiano † (menzionato nel 306)
- Teodoro † (menzionato nel 589)
- Eterio I † (menzionato nel 610)
- Eusebio † (prima del 633 - dopo il 638)
- Servus Dei † (menzionato nel 653)
- Eterio II † (menzionato nel 675)
- Antoniano † (prima del 681 - dopo il 684)
- Basilio † (prima del 688 - dopo il 693)
- Giovanni † (menzionato nell'862)
- Servando † (menzionato nel 988)
- Beltràn de Boyria † (1494) (vescovo titolare)
  - Sede unita a Guadix (1492-1851)

### Vescovi titolari
- Martien Antoon Jansen † (2 gennaio 1970 - 29 novembre 1970 dimesso)
- Sándor Klempa, O.Praem. † (8 febbraio 1972 - 19 dicembre 1985 deceduto)
- Mario Lezana Vaca † (17 maggio 1986 - 7 marzo 1998 dimesso)
- Jesús García Burillo (19 giugno 1998 - 9 gennaio 2003 nominato vescovo di Avila)
- Antonio Marino (11 aprile 2003 - 6 aprile 2011 nominato vescovo di Mar del Plata)
- David William Valencia Antonio (15 giugno 2011 - 14 novembre 2018 nominato vescovo di Ilagan)
- Joseba Segura Etxezarraga (12 febbraio 2019 - 11 maggio 2021 nominato vescovo di Bilbao)
- Benedek Szabolcs Fekete, dall'11 marzo 2022